# Open di Zurigo 1994 - Doppio
Il doppio del torneo di tennis Open di Zurigo 1994, facente parte del WTA Tour 1994, ha avuto come vincitrici Manon Bollegraf e Martina Navrátilová che hanno battuto in finale Patty Fendick e Meredith McGrath con il punteggio di 7–6(3), 6–1.

## Teste di serie
1. Helena Suková /  Nataša Zvereva (primo turno)
2. Patty Fendick /  Meredith McGrath (finale)

1. Manon Bollegraf /  Martina Navrátilová (campionesse)
2. Zina Garrison /  Larisa Neiland (semifinali)

## Tabellone

### Legenda
| - Q = Qualificato - WC = Wild card - LL = Lucky loser | - ALT = Alternate - SE = Special Exempt - PR = Protected Ranking | - w/o = Walkover - r = Ritirato - d = Squalificato |